# HD 20003
HD 20003 — звезда, которая находится в созвездии Южной Гидры на расстоянии около 142 световых лет от Солнца. Вокруг звезды обращаются, как минимум, две планеты и один кандидат.

## Характеристики
HD 20003 — звезда 8,38 звёздной величины; впервые в астрономической литературе упоминается в каталоге Генри Дрейпера, изданном в начале XX века. Это жёлтый карлик позднего G-класса. Температура поверхности звезды составляет около 5494 кельвинов. HD 20003 значительно старше Солнца: её возраст составляет приблизительно 6 миллиардов лет.

## Планетная система
В 2011 году группой астрономов, работающих в рамках программы HARPS, было объявлено об открытии планеты двух планет в системе. Они обе относятся к классу сверхземель: каменистых планет, превышающих по массе нашу Землю в несколько раз. HD 20003 b имеет массу в 12 раз большую, чем у Земли. Она обращается довольно близко к родительской звезде — на расстоянии 0,09 а.е., совершая полный оборот за 11 суток. Вторая планета, HD 20003 c имеет чуть большую массу и тоже обращается близко к звезде. Полный оборот она совершает за 33 суток. Открытие планеты было выполнено методом Доплера.
В 2017 году группой астрономов, работающих со спектрографом HARPS, было объявлено об открытии кандидата в третью планету HD 20003 d. Его масса составляет 12 масс Земли, а его орбита лежит на расстоянии 0,6 а.е. от звезды. Авторы открытия сообщают, что продолжат следить за объектом.